# Замок Барріскорт

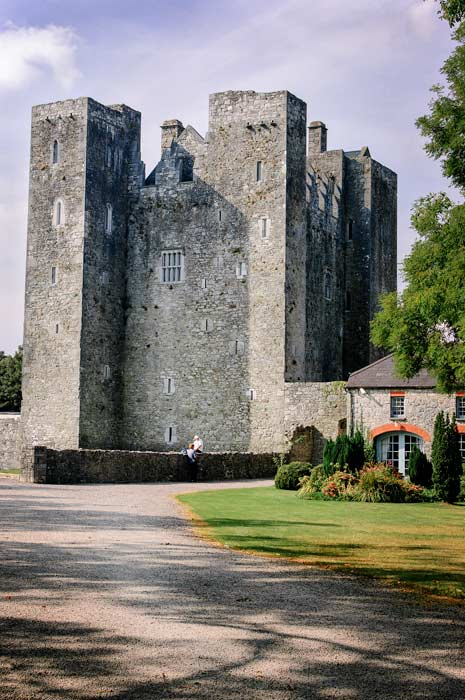
Замок Барріскорт.

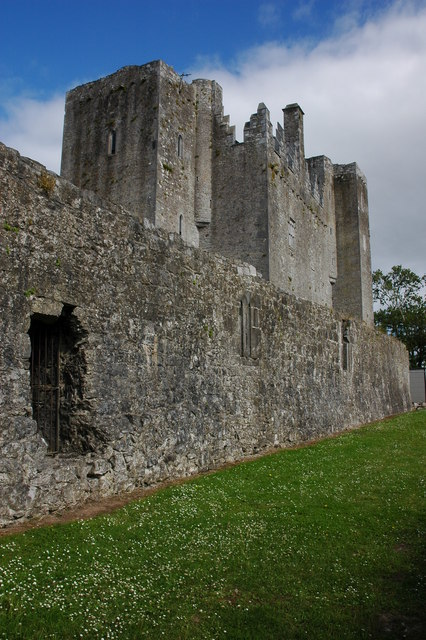
Замок Барріскорт.

Замок Барріскорт (англ. Barryscourt Castle, ірл. Caisleán Chúirt an Bharraigh) — замок Курт ан Варрайх — один із замків Ірландії, розташований в графстві Корк, біля міста Каррігтвогілл.

## Історія замку Барріскорт
Місце, де стоїть нині замок Барріскорт, було зайняте різними спорудами, в тому числі оборонними більше 1300 років. У VII столітті на цьому місці була оборонна споруда та млин. Після англо-норманського завоювання Ірландії в 1171 році ці землі опинилися в володіннях англо-норманського феодала де Баррі. Збереглися залишки кам'яного фундаменту замку, що був побудований феодалами де Баррі в ХІІ столітті.
Родина феодалів де Баррі була чисельна, різні гілки цієї родини володіли землями в різних частинах графства Корк. Замок Барріскорт залишився у володіннях найпотужнішої гілки родини де Баррі, що отримала назву Баррі Мор (Великих Баррі). Пізніше замок Бірріскорт перейшов у володіння родича основної гілки родини — Джеймса Фіц Річарда Барріросса, якого ще називали Барра Руа або Червоний Баррі. Це сталося в 1556 році. Замок Барріскорт кілька разів руйнувався і відбудовувався. Нинішня будівля замку Барріскорт побудована в XV—XVI століттях, називають дату побудови 1550 рік на основі архітектурного стилю. Замок з того часу став родинним гнуздом феодалів Баррі.
Феодали Баррі підтримали повстання Десмонда 1569 та 1579 років за незалежність Ірландії. В 1581 році коли повстанці були розбиті феодали Баррі зруйнували свої замки, щоб запобігти їх захоплення англійськими військами, в тому числі замок Барріскорт. У той час замки намагалась захопити англійська армія на чолі з Волтером Рейлі. Після придушення другого повстання Десмонда феодали Баррі були помилувані англійською королевою Єлизаветою І. Замок Барріскорт був відбудований. Була побудована зовнішня стіна, що оточує внутрішній дворик і три кутові вежі.
Замок Барріскорт лишився основною резиденцією феодалів Баррі, там вони жили і в 1617 році. У 1641 році спалахнуло нове повстання за незалежність Ірландії. Над замком замайорів прапор Ірландської конфедерації. Замок Барріскорт став ареною боїв. Замок був обстріляний артилерією і взятий штурмом англійськими військами в 1645 році. Сліди артилерійського обстрілу і нині можна побачити на стінах замку.
Замок прийшов в занепад, ним володіла родина Коппергер, що побудувала біля замку будинок на початку XVIII століття, що не зберігся. У 1987 році були проведені реставраційні роботи з метою збереження історичної спадщини Ірландії і перетворення замку в туристичний об'єкт. У 1990-ті роки знову були проведені реставраційні роботи. Нині замок Барріскорт є популярним туристичним об'єктом. Замок належить Управлінню громадських робіт Ірландії. Відновлений інтер'єр замку XVI століття. Проводяться щоденні екскурсії.

## Особливості архітектури
Замок Барріскорт побудований в стилі, що характерний для замків Ірландії XVI століття. Замок складається з головної споруди і менших сусідніх споруд, що розташовані навколо невеликого дворика, що захищений стіною і кутовими вежами. Колись біля головної башти стояла велика споруда з бенкетним залом, але від неї лишилися одні руїни. Головна вежа розташована в південно-західному куті замку, головні ворота біля головної башти. Під замком є великі підземелля. Кутові башти висотою 5 поверхів. Основна вежа має 3 поверхи.